# Слобода (Тотемский район)
Слобода — деревня в Тотемском районе Вологодской области.
Входит в состав Толшменского сельского поселения, с точки зрения административно-территориального деления — в Маныловский сельсовет.
Расположена при впадении реки Толшма в Сухону. Расстояние до районного центра Тотьмы по автодороге — 65 км, до центра муниципального образования села Никольское  по прямой — 25 км. Ближайшие населённые пункты — Бор, Засека, Красное.
По переписи 2002 года население — 25 человек (9 мужчин, 16 женщин). Всё население — русские.